# Daymond Martens
Pour les articles homonymes, voir Martens.
Daymond Martens, né le 11 septembre 1995, est un pilote belge de moto-cross, vainqueur de l'Enduropale du Touquet en 2017.

## Palmarès
- 2012 : Champion de Belgique Espoir Fmb
- 2013 : Vainqueur de l'Enduropale Junior
- 2015 : 2e de l'Enduropale
- 2017 : Vainqueur de l'Enduropale
- 2018 : Vainqueur des  12h de la Chinelle
- 2019 : Second de l'Enduropale
- 2025 : Holeshot Burger King réalisé